# Kellidie Bay Conservation Park
Kellidie Bay Conservation Park är en park i Australien. Den ligger i delstaten South Australia, omkring 280 kilometer väster om delstatshuvudstaden Adelaide. Kellidie Bay Conservation Park ligger 20 meter över havet.
Trakten runt Kellidie Bay Conservation Park är nära nog obefolkad, med mindre än två invånare per kvadratkilometer.. Närmaste större samhälle är Wangary, nära Kellidie Bay Conservation Park. 
Trakten runt Kellidie Bay Conservation Park består i huvudsak av gräsmarker. Genomsnittlig årsnederbörd är 585 millimeter. Den regnigaste månaden är juni, med i genomsnitt 126 mm nederbörd, och den torraste är januari, med 16 mm nederbörd.